# Phạm Văn Lập (chính trị gia)
Phạm Văn Lập (sinh ngày 28 tháng 1 năm 1973) là chính trị gia nước Cộng hòa xã hội chủ nghĩa Việt Nam. Ông hiện là Ủy viên Ban Thường vụ Thành ủy Hải Phòng, Bí thư Đảng đoàn, Chủ tịch Hội đồng nhân dân thành phố Hải Phòng. Ông nguyên là Bí thư Huyện ủy huyện Thủy Nguyên, Hải Phòng; Bí thư Đảng ủy, Giám đốc Sở Nông nghiệp và Phát triển nông thôn thành phố Hải Phòng.
Phạm Văn Lập là Đảng viên Đảng Cộng sản Việt Nam, học vị Cử nhân Lý luận chính trị, Cử nhân Anh văn, Kỹ sư Thủy lợi, Thạc sĩ Quản lý kinh tế, Thạc sĩ Kỹ thuật và Tiến sĩ Kỹ thuật.

## Xuất thân và giáo dục
Phạm Văn Lập sinh ngày 28 tháng 1 năm 1973 tại xã Vĩnh Phong, huyện Vĩnh Bảo, thành phố Hải Phòng. Ông lớn lên và tốt nghiệp 12/12 ở quê nhà. Năm 1990, ông tới thủ đô Hà Nội, trúng tuyển và nhập học lớp 32Đ, ngành Thủy điện của Trường Đại học Thủy lợi, tốt nghiệp Kỹ sư Thủy lợi vào năm 1995. Ngày 8 tháng 5 năm 1999, ông được kết nạp vào Đảng Cộng sản Việt Nam, trở thành đảng viên chính thức vào ngày 8 tháng 5 năm 2000. Sau đó, ông theo học nhiều khóa tại chức các ngành gồm ngoại ngữ, kinh tế, kỹ thuật, chính trị, nhận các văn bằng Cử nhân Anh văn, Cử nhân Chính trị học, Thạc sĩ Kỹ thuật và Thạc sĩ Quản lý kinh tế. Từ tháng 9 năm 2004 đến tháng 6 năm 2006, ông là học viên Học viện Chính trị Quốc gia Hồ Chí Minh, nhận bằng Cử nhân Lý luận chính trị. Năm 2015, Phạm Văn Lập trở lại Trường Đại học Thủy lợi, là nghiên cứu sinh chuyên ngành kỹ thuật công trình thủy lợi, bảo vệ luận án tiến sĩ đề tài "Nghiên cứu vận tốc dòng chảy do sóng tại chân kè nông trong thiết kế chân kè đá đổ, áp dụng cho kè đê biển Cát Hải, Hải Phòng", trở thành Tiến sĩ Kỹ thuật vào tháng 5 năm 2019. Nay, ông cư trú tại số 10/37 đường Lê Chân, phường An Biên, quận Lê Chân, thành phố Hải Phòng.

## Sự nghiệp
Tháng 12 năm 1995, sau khi tốt nghiệp đại học, Phạm Văn Lập bắt đầu sự nghiệp của mình khi công tác tại Công ty khảo sát, thiết kế Thủy lợi Hải Phòng, một doanh nghiệp nhà nước. Ông trải qua các chức vụ Bí thư Đoàn thanh niên công ty, Phó phòng rồi Trưởng phòng Thiết kế dự án của công ty. Tháng 2 năm 2007, ông được chuyển giao sang vị trí Chuyên viên Phòng Kế hoạch Tài chính thuộc Sở Nông nghiệp và Phát triển nông thôn thành phố Hải Phòng. Tháng 10 cùng năm, ông được bổ nhiệm làm Giám đốc Ban Quản lý dự án thuộc Chi cục Hợp tác xã và Phát triển nông thôn Hải Phòng. Tháng 9 năm 2009, ông được điều động sang Chi cục Thủy lợi của Sở Nông nghiệp và Phát triển nông thôn, nhậm chức Phó Chi cục trưởng phụ trách Chi cục Thủy lợi. Tháng 1 năm 2011, ông được bầu làm Bí thư Chi bộ, thăng chức làm Chi cục trưởng Chi cục Thủy lợi, nay là Chi cục Thủy lợi và Phòng chống thiên tai thành phố Hải Phòng.
Tháng 6 năm 2013, Phạm Văn Lập được điều về Sở Nông nghiệp và Phát triển nông thôn, được bổ nhiệm làm Phó Giám đốc sở. Tháng 8 năm 2017, ông được thăng chức làm Bí thư Đảng ủy, bổ nhiệm làm Giám đốc Sở Nông nghiệp và Phát triển nông thôn Hải Phòng. Tháng 8 năm 2019, Thành ủy Hải Phòng điều động ông về huyện Thủy Nguyên, vào Ban Thường vụ Huyện ủy, nhậm chức Bí thư Huyện ủy Thủy Nguyên. Tháng 9 năm 2019, tài kỳ họp bất thường của Thành ủy, ông được bầu bổ sung vào Ban Chấp hành Thành ủy. Sau đó, vào tháng 10 năm 2020, tại Đại hội Đảng bộ Hải Phòng lần thứ 16, ông tiếp tục là Thành ủy viên, được bầu vào Ban Thường vụ Thành ủy khóa XVI. Tháng 4 năm 2021, ông ứng cử Đại biểu Hội đồng nhân dân thành phố Hải Phòng từ đơn vị số 9 và trúng cử, được Thành ủy Hải Phòng phân công làm Bí thư Đảng đoàn Hội đồng nhân dân. Ngày 29 tháng 6 năm 2021, tại kỳ họp thứ nhất của Hội đồng nhân dân, Phạm Văn Lập được bầu làm Chủ tịch Hội đồng nhân dân thành phố Hải Phòng khóa XVI, nhiệm kỳ 2021 – 2026.